# Petalothyrsa microphthalma
Petalothyrsa microphthalma är en fjärilsart som beskrevs av Edward Meyrick 1931. Petalothyrsa microphthalma ingår i släktet Petalothyrsa och familjen plattmalar. Inga underarter finns listade i Catalogue of Life.